# Antipathella
Genre
Antiathellia est un genre de coraux de la famille des Myriopathidae.

## Liste d'espèces
Selon World Register of Marine Species (23 avril 2020) :
- Antipathella aperta (Totton, 1923)
- Antipathella fiordensis (Grange, 1990)
- Antipathella strigosa (Brook, 1889)
- Antipathella subpinnata (Ellis & Solander, 1786)
- Antipathella wollastoni (Gray, 1857)

## Publication originale
- (en) George Brook, Report on the Antipatharia collected by H.M.S. Challenger during the years 1873-76, vol. Zoology 32, Édimbourg, Inconnu, 1889 (lire en ligne), p. 1-222.